# Strimhavsmandel
Strimhavsmandel (Hermania scabra) är en havslevande snäckart som hör till släktet Hermania och familjen havsmandelsnäckor (Philinidae), inom gruppen bakgälade snäckor. Arten beskrevs av O.F. Müller 1784. I Catalogue of Life listas den under namnet Philine scabra i släktet Philine och familjen havsmandelsnäckor (Philinidae). Arten är reproducerande i Sverige.